# Francesc Rispa i Perpinyà
Francesc Rispa i Perpinyà ( ? ca 1831 -  Madrid, 31 de desembre de 1904) fou un militar català de la segona meitat del segle xix, originari del Camp de Tarragona. D'ideologia republicana federalista, participà en l'aixecament republicà de Blas Pierrad Alcedar l'octubre de 1869 formant part del Centro d'Acción Revolucionaria i va intentar aixecar Béjar, sense resultat. A les eleccions generals espanyoles de 1871 fou elegit diputat per Tarragona del Partit Republicà Democràtic Federal i aleshores es va establir a Madrid, on fou director i redactor d'El Combate (1872).
En proclamar-se la Primera República Espanyola es va alinear amb el sector federalista intransigent, de manera que el 1873 fou vicepresident del Comitè de Salvació Pública que va preparar la insurrecció cantonalista de Cartagena.

## Obres
- Cincuenta años de conspirador (Memorias político-revolucionarias) 1853-1903 (1932)